# Гавришко Микола Степанович
Микола Степанович Гавришко (1890 с. Охрімівці, Летичівський повіт, Подільська губернія - †?) — старшина Дієвої армії УНР.

## Життєпис
Народився в с. Охрімівці Летичівського повіту Подільської губернії. Був членом Української партії соціалістів-революціонерів. Останнє звання у російській армії — штабс-капітан.
Під час протигетьманського повстання сформував із селян т. зв. Прилуцький загін, який згодом був реорганізований у курінь 3-го Сірожупанного полку військ Директорії. У листопаді—грудні 1918 р. був командиром куреня 3-го Сірожупанного полку. У грудні 1918 р. — лютому 1919 р. — начальник 10-ї пішої дивізії Дієвої армії УНР.
Станом на 5 травня 1919 р. — військовий представник УНР у Грузії та Вірменії (Тифліс). З 20 травня 1919 р. — державний інспектор Запорізької групи Дієвої армії УНР. 9 червня 1919 р. був оголошений поза законом за організацію спроби полковника П. Болбочана вступити в командування Запорізькою групою, переховувався. Знову перебував у складі Дієвої армії УНР під час Першого Зимового походу: був помічником командира 1-ї Запорізької бригади 1-ї Запорізької дивізії. Наприкінці 1920 р., перебуваючи на інтернуванні, виступив проти політики С. Петлюри, за що був відправлений до польського карного табору Домб'є.
У 1922 р. повернувся в Україну (Прилуки). У 1926 р. на процесі Шварцбарда фігурував як свідок у списку захисту, однак на процесі не виступав.
Згодом — розстріляний у справі т. зв. Таманського путчу.